# Artema magna
Artema magna is een spinnensoort uit de familie trilspinnen (Pholcidae). De soort komt voor in Afghanistan.